# Winiary Dolne
Winiary Dolne – wieś w Polsce położona w województwie świętokrzyskim, w powiecie buskim, w gminie Nowy Korczyn.
Przez wieś przechodzi  zielony szlak turystyczny z Wiślicy do Grochowisk.

## Położenie
Winiary położone są w Nadnidziańskim Parku Krajobrazowym, pomiędzy dwiema rzekami, Nidą i Wisłą, ok. 2 km na południowy zachód od centrum Nowego Korczyna. Przez wieś przebiega droga krajowa nr 79 z Krakowa do Sandomierza.

## Części wsi
| SIMC    | Nazwa             | Rodzaj  |
| ------- | ----------------- | ------- |
| 0256366 | Winiary Wiślickie | kolonia |

## Historia
W 1783 r. wieś należąca wówczas do powiatu wiślickiego w województwie sandomierskim była własnością marszałka wielkiego koronnego, starosty wiślickiego, Stanisława Lubomirskiego.
W 1864 r. na mocy dekretu cesarza Aleksandra II o uwłaszczeniu włościan wieś stała się własnością jej mieszkańców.
W Królestwie Polskim istniała gmina Winiary Wiślickie.
W latach 1975–1998 miejscowość administracyjnie należała do województwa kieleckiego.
Na kilkunastu hektarach tutejszych pól, opodal drogi krajowej 79, prowadzona jest ekologiczna uprawa lawendy, której okres kwitnienia i zbioru przypada na drugą połowę czerwca.
W Winiarach funkcjonuje państwowy dom dziecka.

## Zabytki
- zespół pałacowy z XIX wieku, park i dawny dwór w przysiółku Winiary Wiślickie; ogrodzony i niedostępny dla zwiedzania; park z końca XVIII w. wpisany jest do rejestru zabytków nieruchomych (nr rej.: A.61 z 14.10.1972)[9],
- kapliczka i figury przydrożne.